# West Wimmera
West Wimmera är en kommun i Australien. Den ligger i delstaten Victoria, omkring 340 kilometer nordväst om delstatshuvudstaden Melbourne. Antalet invånare var 3 909 vid folkräkningen 2016.
Följande samhällen finns i West Wimmera:
- Edenhope
- Serviceton